# Jacques Floch
Pour les articles homonymes, voir Floc'h.
Jacques Floch, né le 28 février 1938 à Bihorel, en Seine-Inférieure, est un homme politique français, membre du Parti socialiste (PS).

## Biographie
En 1981, suppléant de François Autain nommé secrétaire d’État dans le deuxième gouvernement de Pierre Mauroy, Jacques Floch devient député de Loire-Atlantique. Pierre Joxe, président du groupe socialiste l'affecte à la commission des lois pour essentiellement travailler sur les lois Defferre de décentralisation. Jacques Floch n'a jamais fait de droit mais cela l'incite à l'étudier . La faculté de droit de Nantes lui propose en 1988 de valoriser ses connaissances acquises et lui accorde une équivalence à un diplôme d'études supérieurs (DESS) qu'il confirmera en obtenant un diplôme de recherche en droit public avec la mention très bien (1993). Il est le premier parlementaire à avoir vu pris en compte ses activités de parlementaire. En 2000 le barreau de Paris lui donne la possibilité de devenir avocat en lui accordant une équivalence du certificat d'aptitude à la profession d'avocat, encore une première pour un député. Il a été membre de la commission d'enquête parlementaire sur l'affaire d'Outreau. Il est président du think tank nantais Institut Kervégan depuis mars 2010, et présidera aussi pendant 25 ans (de juin 1989 à janvier 2015), l'Agence d’urbanisme de la région nantaise (AURAN), dont il est désormais président honoraire.
Jacques Floch diplômé de l’École régionale d'agriculture d'Yvetot (technicien agricole) devient attaché de l'Insee (1965) spécialiste en agriculture et pour le monde rurale. Avocat en 2000.

## Mandats et fonctions politiques
Jacques Floch a été :
- 14 mars 1971 - 18 mars 2001 : membre du conseil municipal de Rezé ;
- 14 mars 1971 - 20 avril 1978 : adjoint au maire de Rezé (Loire-Atlantique) (deux mandats) ;
- 17 mars 1974 - 27 juin 1988 : membre du conseil régional des Pays de la Loire ;
- 15 mars 1976 - 21 mars 1983 : membre du conseil général de la Loire-Atlantique ;
- 21 avril 1978 - 28 février 1999 : maire de Rezé (quatre mandats) ;
- 25 juillet 1981 - 1er avril 1986 : député de la 3e circonscription de la Loire-Atlantique ;
- 1984 - 1993 : fondateur et premier président de l'Association des maires ville et banlieue de France ;
- 6 juin 1988 - 3 octobre 2001 - 3 septembre 2001 : député de la 4e circonscription de la Loire-Atlantique (trois mandats) ;
- 3 septembre 2001 - 6 mai 2002 : secrétaire d'État à la défense chargé des anciens combattants du gouvernement de Lionel Jospin (voir : Ministres du gouvernement de Lionel Jospin) ;
- 19 juin 2002 - 19 juin 2007 : député de la 4e circonscription de la Loire-Atlantique.

## Rapport parlementaire
Lors de la XIIe législature à l'assemblée nationale, il était rapporteur de la commission «prison», et soutenait la réinsertion des détenus et l'amélioration des conditions pénitentiaires. Auteur d'un rapport préconisant la médiation en prison, il indiquait : Il faut, pour décrisper la vie en prison, qu'existe un médiateur pénitentiaire pour traiter des conflits entre le détenu et l'administration et éviter les réactions de soumission ou de révolte.

## Distinction
- Chevalier de la Légion d'honneur (2010)[7]